# 原爆疎開
原爆疎開（げんばくそかい）とは、第二次世界大戦における太平洋戦争末期、新潟県新潟市において、原子爆弾が投下される可能性があると判断されて、都市部から住民を疎開させたこと。第三発目の原子爆弾は1945年（昭和20年）8月19日以降に日本に投下予定だった。だが、2発の原爆投下とソ連対日参戦により鈴木貫太郎内閣は8月10日にポツダム宣言受諾を連合国に伝達、連合国側も受託し、8月15日の玉音放送と日本の降伏に繋がる。第三発目の原爆は実戦に使用されず、そのプルトニウムは後に臨界事故を起こしてデーモン・コアと呼ばれた。

## 概要

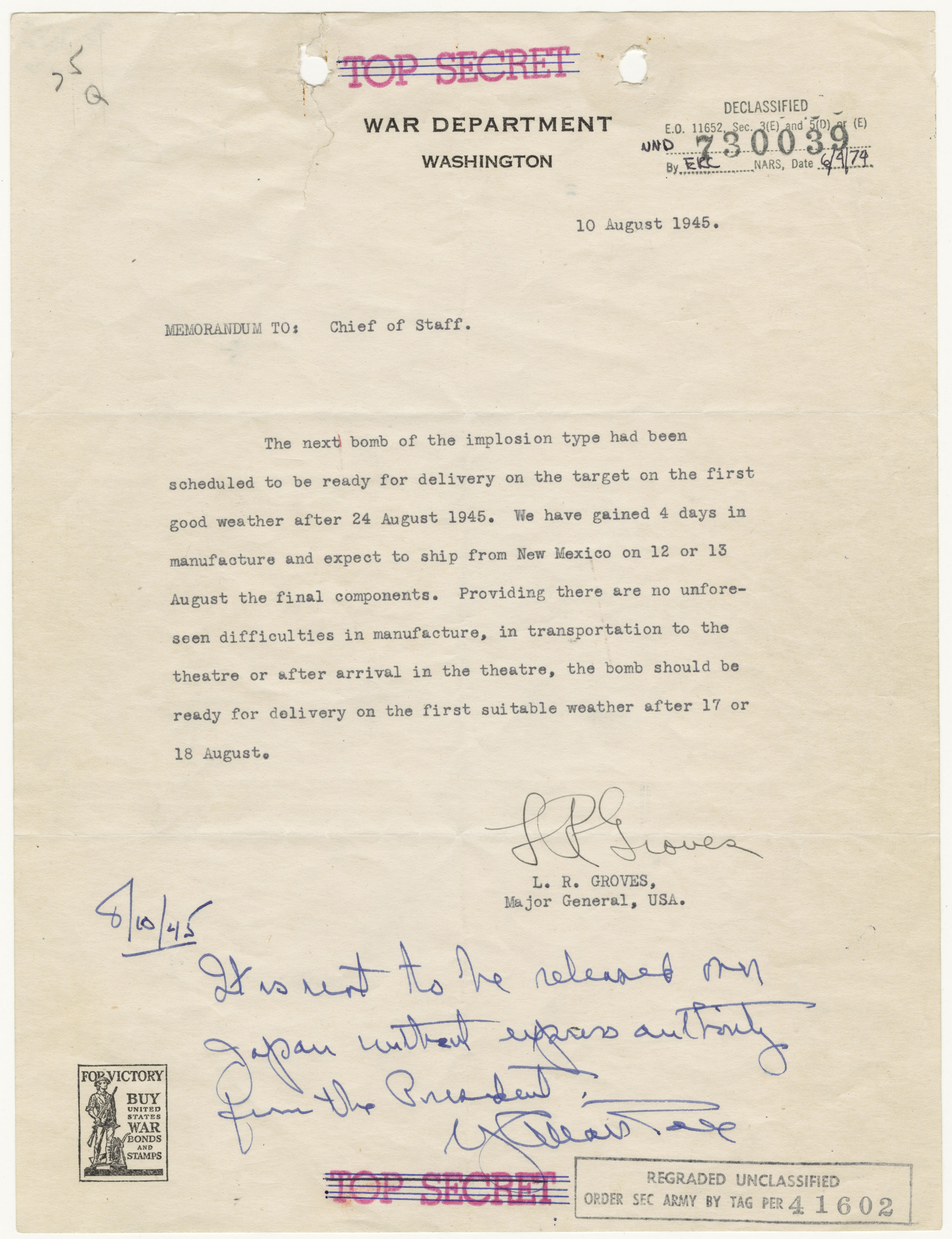
レズリー・グローヴス中将からジョージ・C・マーシャル准将へ、3発目の原爆投下についての報告。マーシャルは手書きで「大統領の明確な許可なしに実戦投下を禁ず」と警告した。

1945年に日本本土空襲で主要都市への空襲が本格化して敗戦が濃厚になる中で、日本政府は6月10日付で地方総監府を設立した。東部軍管区（第1総軍隷下、第12方面軍担当）に対応する組織として関東信越地方総監府が新編され、新潟県も組み込まれた。
アメリカ合衆国による日本への原爆投下計画においては1945年5月時点で、京都市、広島市、横浜市、小倉市、新潟市が有力候補であった。6月末、投下目標は京都、広島、小倉、新潟に変更された。
ポツダム宣言が公表される前日の7月25日の時点で、新潟市は米軍（第20空軍・第509混成部隊）の原爆投下候補の4つの候補地（他は広島市、小倉市、長崎市）の一つに挙げられていた。しかし、8月2日の時点で候補から外された。理由として、「工業が集中している地区と小さな工場を含んだ居住地域とが互いに遠く離れているため、この種の攻撃のためには不適当」と米軍に判断されたためであった。また第一目標が広島に決定したのは、同市が日本陸軍の重要拠点であったことと捕虜収容所が無かったことも考慮されていた。
8月6日、ガンバレル型ウラニウム搭載原子爆弾「リトルボーイ」がB-29戦略爆撃機により広島市に投下された。8月7日にはトルーマン米国大統領の原子爆弾実戦投下声明があり、日本政府と日本軍も確認した。
8月9日、爆縮型プルトニウム搭載原子爆弾「ファットマン」が長崎市に投下された（日本への原子爆弾投下）。3発目の原子爆弾は「ファットマン」と同型で、マンハッタン計画を担任したレズリー・グローヴス中将は8月10日に「三発目の原爆は、8月19日以降に使用可能」と伝達した。目標は小倉市、新潟市、横浜市のいずれか。アメリカ合衆国政府の指導者たち（ハリー・S・トルーマン大統領、ヘンリー・A・ウォレス副大統領、ジェームズ・フォレスタル国防長官）は3発目の原爆投下について議論を続け、すぐに命令を出さなかった。
広島市や長崎市は、過去に空襲をほとんど受けていなかったため、次に原爆が落とされるのは、同様に空襲を受けていなかった新潟市という噂が市民に広がっていた。当時の新潟市の人口は約17万人で、日本海に面した新潟港は朝鮮半島から物資を輸送する拠点港であり、戦争末期には太平洋側のシーレーンが保てなくなるため、日本列島への物資受け入れ窓口として重要性が高まっていた。8月1日には、新潟県中越地方の長岡市がB-29百機以上による長岡空襲により壊滅したが、新潟市は空襲をうけなかった。
8月6日以降、広島への原爆投下速報は日本国民を動揺させ、各都市でパニックが広まった。8月8日と9日、日本政府は新型爆弾（原爆）に対する市民の対策と対処方法を発表した。新潟県は、広島市を視察するために職員を派遣したが、途上の混乱で辿り着けず、内務省より得た断片的な情報をもとに報告書を提出した。これを受けて、県幹部らが8月10日午後から緊急会議を開き、動揺と混乱を恐れた国（内務省）は疎開に反対の意思を示していたが、8月11日未明の会議終了後に畠田昌福新潟県知事が、新潟市民の緊急疎開させる「知事布告」を発令した。
知事布告を受けて、新潟市は8月11日午後1時30分から緊急町内会長会議を開き、疎開方針を説明した。しかし、同日に各地の町内会長から住民に知らせる前の8月10日夜から緊急疎開の噂が広まっていたために、郊外に通じる道はいち早く荷物を山積みにしたリヤカーを引くなどして避難する市民で溢れ、パニックに近い状態となった。8月13日までに市中心部は緊急要員を残してゴーストタウンと化した。しかし、この騒動の中でも極僅かながら避難しない人もいた。その後、疎開した市民は8月15日に玉音放送を聞いて終戦を知り、3日後の8月18日頃には市に戻った。
既述のように、アメリカ軍は8月下旬以降に、新潟市、小倉市、横浜市のいずれかに3発目の原爆を投下予定であった（9月には更に原爆3発が完成予定）。だが合衆国政府が3発目以降の原爆使用を検討しているあいだに日本政府が8月10日付でポツダム宣言受諾を伝達、それに応じて連合国軍もB-29による戦略爆撃を一時停止した。そして8月15日の玉音放送と降伏という事態になった。